# 拓跋霄
拓跋 霄（たくばつ しょう、生年不詳 - 493年）は、北魏の皇族。南平王。もとの名は飛龍。

## 経歴
南平王拓跋渾の子として生まれた。成長すると、身長は9尺、腰周りは10囲あって、容貌は魁偉であった。立ち居振る舞いは風雅で、率直な諫言を好んだため、朝臣たちに敬遠された。孝文帝に重んじられ、宗正卿・右光禄大夫の位を受け、後に左光禄大夫に転じた。493年（太和17年）、死去した。衛将軍・定州刺史の位を追贈された。諡は安王といった。

## 子女
- 元纂（南平王、恢武将軍、平西将軍・西中郎将、安北将軍・平州刺史）
- 元継
- 元倪
- 元羅侯（昌平郡太守）

## 伝記資料
- 『魏書』巻16 列伝第4
- 『北史』巻16 列伝第4